# Ahn & Simrock Bühnen- und Musikverlag
Der Ahn & Simrock Bühnen- und Musikverlag ist ein traditionsreicher Verlag in Hamburg, der sich auf Bühnenwerke spezialisiert.

## Geschichte
1864 gründeten Albert Ahn und Adolf Lesimple Ahn’s Verlagshandlung in Brüssel und Leipzig. 1866 wurde Köln neben Leipzig ein neuer Standort. Um 1870 erfolgte eine Trennung, Albert Ahn führte den Verlag in Köln weiter, während Adolf Lesimple Ahn’s Verlagshandlung (Adolf Lesimple) in Leipzig allein übernahm.
Seit dieser Zeit konzentrierte sich Albert Ahn auch auf französische Opern. So kann der außerordentliche Erfolg von Georges Bizets Carmen von 1875 zu einem Gutteil auf sein Geschick zurückgeführt werden, ebenso bei Samson und Dalila von Camille Saint-Saëns. Ein weiterer Schwerpunkt wurden Übersetzungen  französischer Komödien und Schwänke, die sich in Deutschland zu dieser Zeit einer großen Popularität erfreuten.
Seit 1894 waren die Standorte Berlin, Köln und Leipzig. Der Verlag wurde auch Hauptkapitalseigner des Residenztheaters in Berlin, das fast ausschließlich französische Komödien aufführte, meist in Übersetzungen des Verlages.
1911 übernahm der gleichnamige Sohn Albert Ahn (jun.) das Unternehmen nach dem Tod des Vaters. Er fusionierte mit dem älteren Musikverlag Nikolaus Simrock zum Bühnenverlag Ahn & Simrock mit Sitz in Bonn und Berlin. Das Verlagsprogramm blieben vor allem Bühnenwerke. 1937 bis 1944 war der Name Ahn Verlag K.G.
In den 1950er Jahren waren die Standorte Berlin und Wiesbaden.
1979 erwarben die UFA Bühnen- und Musikverlage das Unternehmen. 1982 wurde das Verlagsprogramm durch den Erwerb des Kataloges des Strassegg-Verlages ergänzt. 1989 kaufte Per H. Lauke den Verlag, zunächst mit Sitz in München, seit 2001 in Hamburg.

## Veröffentlichungen
Der Verlag publizierte vor allem deutsche Übersetzungen von Schauspielen und Opern, sowie Noten von Instrumentalwerken
- Karl Maria Kertbeny: Erinnerungen an Charles Sealsfield, Ahn’s Verlagshandlung (Alb. Ahn & Adolf Lesimple) Brüssel & Leipzig, 1864, Belletristik, eine der ersten Publikationen
- Georges Bizet: Carmen, Oper, 1875 (Ahns Operntext-Bibliothek, 1)
- Charles Gounod: Philemon und Baucis, 1875 (AOB 2)
- Jacques Offenbach: Hoffmanns Erzählungen (AOB 7)
- Camille Saint-Saëns: Samson und Dalila, Oper, um 1877 (AOB 70)
- Claude Debussy: Pelleas und Melisande, Oper, 1906, (AOB 118)
- Claude Debussy: Der verlorene Sohn, 1910 (AOB 148)
- Irma la Douce, Musical
- Frederick Knott Bei Anruf – Mord, Schauspiel
- Jules Romain Knock ou le triomphe de la médecine, Schauspiel
- Robert Thomas Die Falle, Schauspiel

Weitere Autoren
- Heinrich Bolten-Baeckers, Übersetzer vieler französischer Komödien
- Georges Feydeau, seit 1911 deutsche Übersetzungen seiner Buhnenwerke
- W. Somerset Maugham
- Henry de Montherlant
- Paul Osborn
- Alfonso Paso
- J. B. Priestley
- Bernard Slade

## Weblink
- Website des Ahn & Simrock Bühnen- und Musikverlags